# Fulton Center
Fulton Center (auch Fulton Street Transit Center) ist ein U-Bahn- und Einzelhandelskomplex in Lower Manhattan, New York City. Das 2014 eröffnete Hauptgebäude befindet sich an der Kreuzung von Fulton Street und Broadway. Mit bis zu 300.000 Fahrgästen pro Tag ist das mehrere U-Bahn-Stationen umfassende Fulton Center der verkehrsreichste Verkehrsknotenpunkt in Lower Manhattan.

## Beschreibung
Das im November 2014 nach einer umfangreichen Rekonstruktion eröffnete Fulton Center wurde im Rahmen eines 1,4-Milliarden-Dollar-Projekts der Metropolitan Transportation Authority (MTA), einer öffentlichen Behörde des Bundesstaates New York, zur Sanierung der Fulton Street Station der New York City Subway errichtet. Die Arbeiten umfassten den Bau neuer unterirdischer Gänge, Zugangspunkte in den Komplex, die Renovierung der einzelnen von verschiedenen U-Bahn-Strecken bedienten Stationen und die Errichtung eines modernen Stationsgebäudes, das gleichzeitig einen Teil des Einkaufszentrums Westfield World Trade Center enthält.
Das Fulton Center verbindet acht U-Bahn-Stationen miteinander. Der Komplex ermöglicht Fahrgästen und Kunden des Einkaufszentrums durch großzügig angelegte Zwischengeschosse und Gänge einen einfachen Transfer zwischen den Stationen und Geschäften. Die rund hundert Meter lange Dey Street Passage stellt eine Verbindung zwischen der Fulton Street Station und dem U-Bahn-Stationskomplex Chambers Street–World Trade Center/Park Place/Cortlandt Street her, der sich an der Church Street zwischen Cortlandt und Chamber Street beim World Trade Center befindet und mit der PATH-Station (Port Authority Trans-Hudson) verbunden ist. Von der PATH-Station (Oculus) besteht der Übergang zur Station WTC Cortlandt, wo die Linie 1 verkehrt.
Das Hauptgebäude des Fulton Centers, vom MTA als „Fulton Building“ bezeichnet, ist ein dreistöckiges Gebäude mit verglaster Fassade und einem Okulus namens „Sky Reflector-Net“ auf dem Dach, das natürliches Licht über prismatische Glaslamellen in das Hauptgebäude lenkt. Es wurde von den Architekten Nicholas Grimshaw und James Carpenter Design Associates entworfen. Das Gebäude hat mehrere mit Rolltreppen und Fahrstühlen verbundene Ebenen mit Einzelhandelsgeschäften und ist zentraler Zugang zu den einzelnen Bahnhöfen.
2016 erhielt Fulton Center als erste U-Bahn-Station der Stadt eine LEED-Silber-Zertifizierung für ihr umweltfreundliches Design. Der Komplex wurde nach ADA-Richtlinien behindertengerecht gestaltet. Es wurden zehn Rolltreppen und fünfzehn Aufzüge sowie zwei behindertengerechte öffentliche Toiletten in der Halle und auf den Straßenebenen installiert.
Das Projekt umfasste auch die Renovierung des angrenzenden Corbin Buildings, eines Gebäudes aus dem Jahr 1889, das im State and National Register of Historic Places aufgeführt ist. Mehr als 350 einzigartig geformte Terrakotta-Teile wurden an der Fassade restauriert oder ersetzt, um sie so wiederherzustellen, wie sie vor über einem Jahrhundert existierte.

## Komponente
- Die Fulton Street Station mit vier Stationen an der Fulton Street wird mit acht Linien bedient:
  -  – IRT Broadway–Seventh Avenue Line
  -  – IRT Lexington Avenue Line
  -  – IND Eighth Avenue Line
  -  – BMT Nassau Street Line
- Im Stationskomplex Chambers Street–World Trade Center/Park Place/Cortlandt Street Station an der Church Street verkehren die Linien:
  -  – IRT Broadway–Seventh Avenue Line (Park Place)
  -  – IND Eighth Avenue Line (Chamber Street)
  -  – IND Eighth Avenue Line (World Trade Center)
  -  – BMT Broadway Line (Cortlandt Street)
- PATH-Station
- Die über die PATH-Station erreichbare Station WTC Cortlandt wird von der Linie  der IRT Broadway–Seventh Avenue Line bedient.
- Einzelhandelsgeschäfte des Einkaufszentrums Westfield World Trade Center

## Geschichte
Vor dem Fulton-Center-Projekt mussten sich die Passagiere durch eine komplizierte Anordnung von Rampen, Treppen und Durchgängen bewegen, um zu ihren Zügen zu gelangen. Die Überfüllung der Bahnsteige und der Mangel an vom Bundesgesetz ADA geforderten behindertengerechten Zugängen erschwerten zudem die Navigation durch den Komplex. Das Projekt wurde erstmals 2002 vorgestellt. Es sollte den Zugang zu und die Verbindungen zwischen den New Yorker U-Bahn-Diensten verbessern, die an der Station Fulton Street halten. Die Finanzierung des 2005 begonnenen Bauprojekts geriet ohne endgültig genehmigten Plan, ohne Zeitplan und Fertigstellungstermin für mehrere Jahre ins Stocken. Die Pläne für das Transitzentrum wurden durch den American Recovery and Reinvestment Act von 2009 wiederbelebt. Das Projekt wurde zunächst als „Fulton Street Transit Center“ bezeichnet, aber im Mai 2012 wegen einer stärkeren Betonung des Einzelhandels in Fulton Center umbenannt. Der Komplex wurde zusammen mit dem angrenzenden Dey Street Passageway am 10. November 2014 offiziell eröffnet.

## Galerie

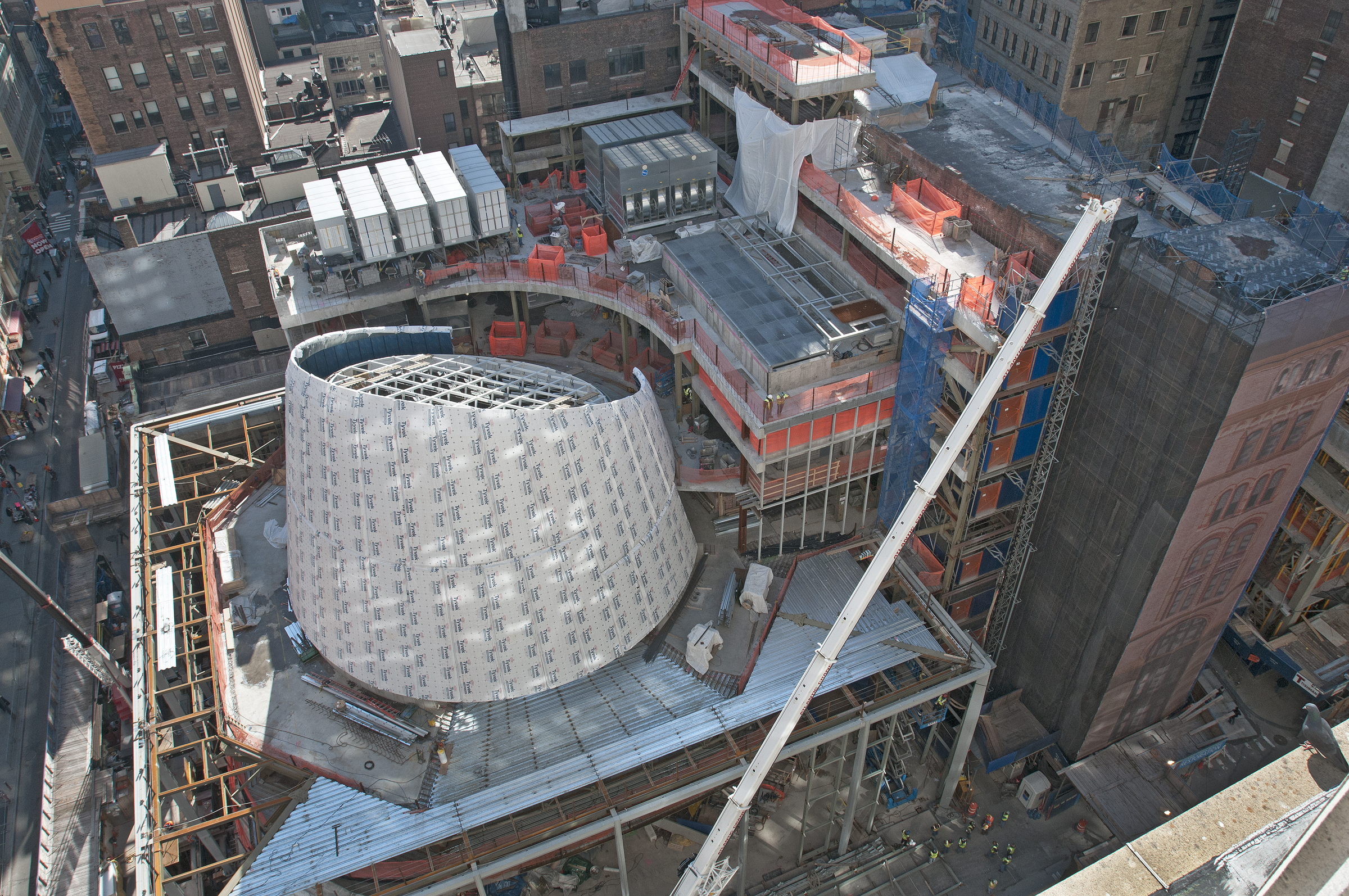
Baufortschritt 2012
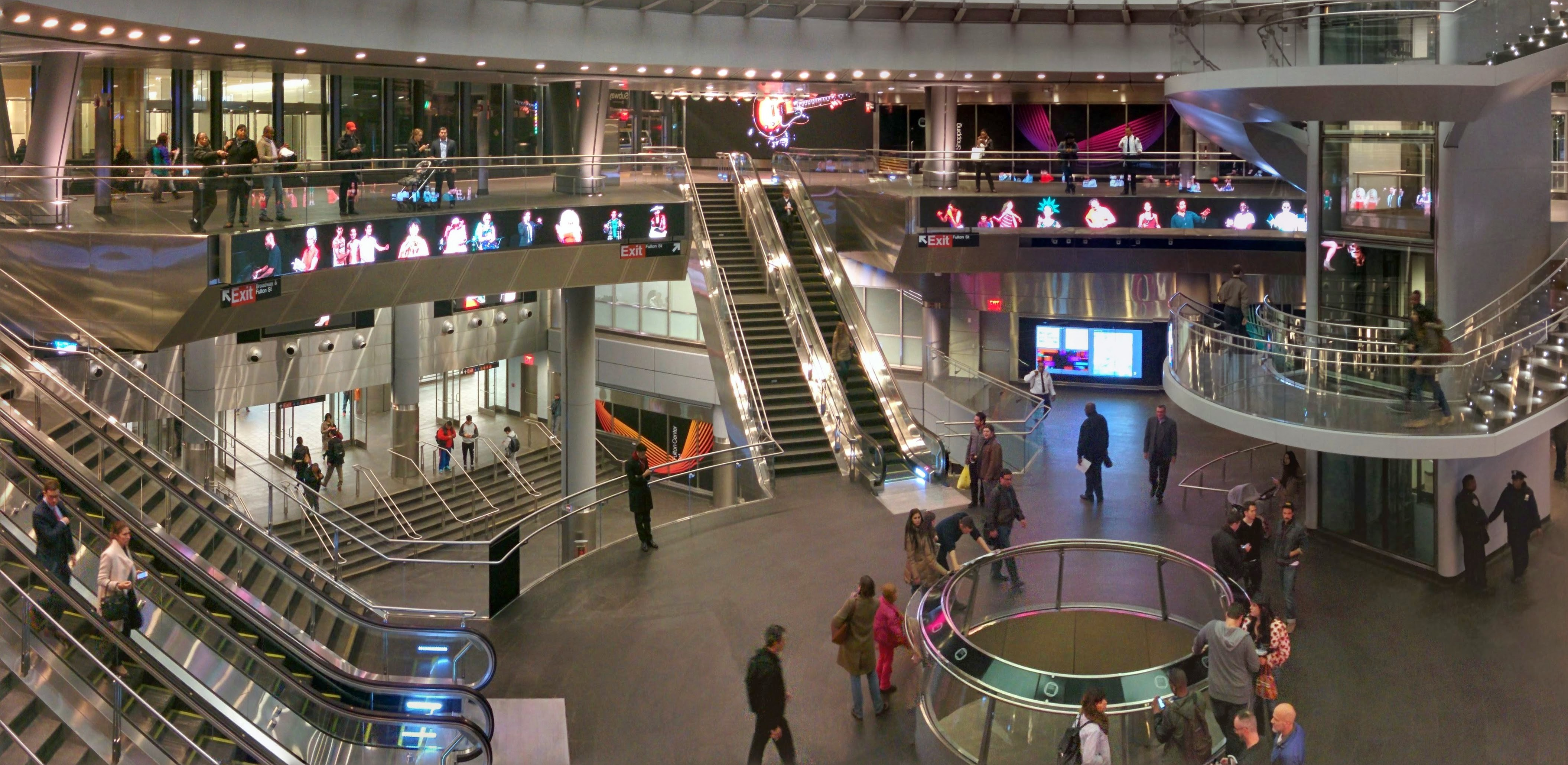
Ebenen im Fulton Center
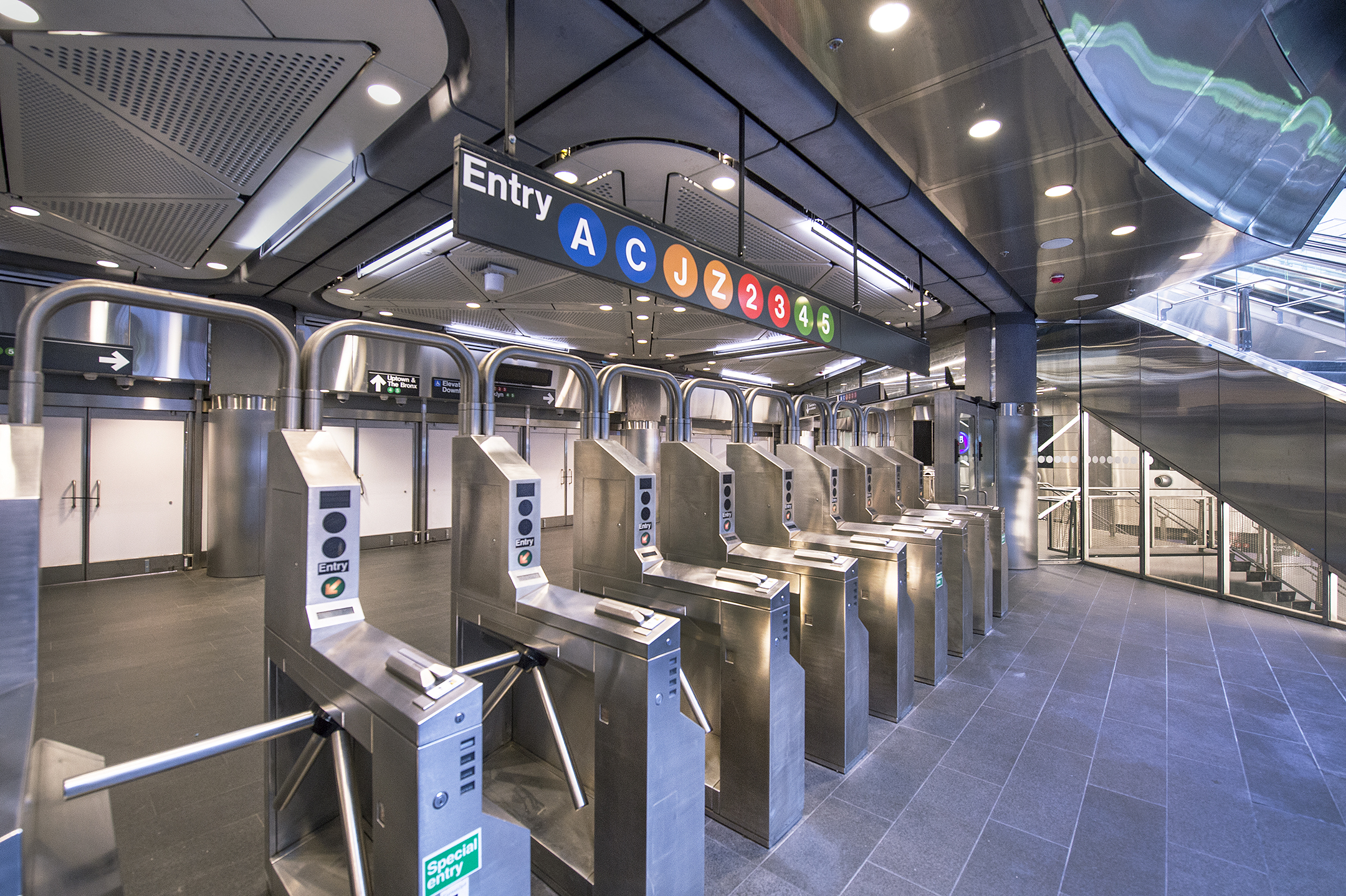
Zugang zu den Stationen
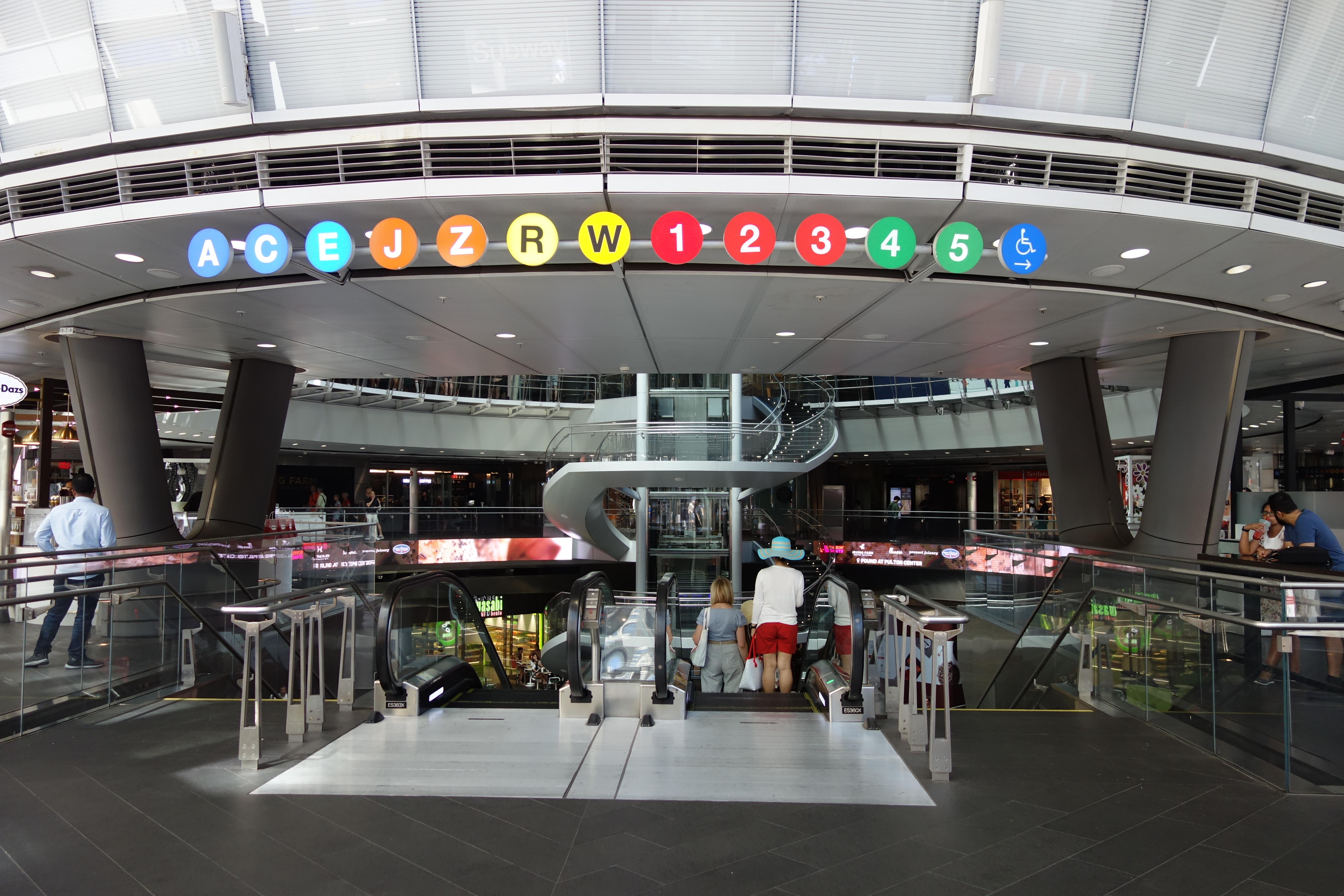
Eingang Fulton Center
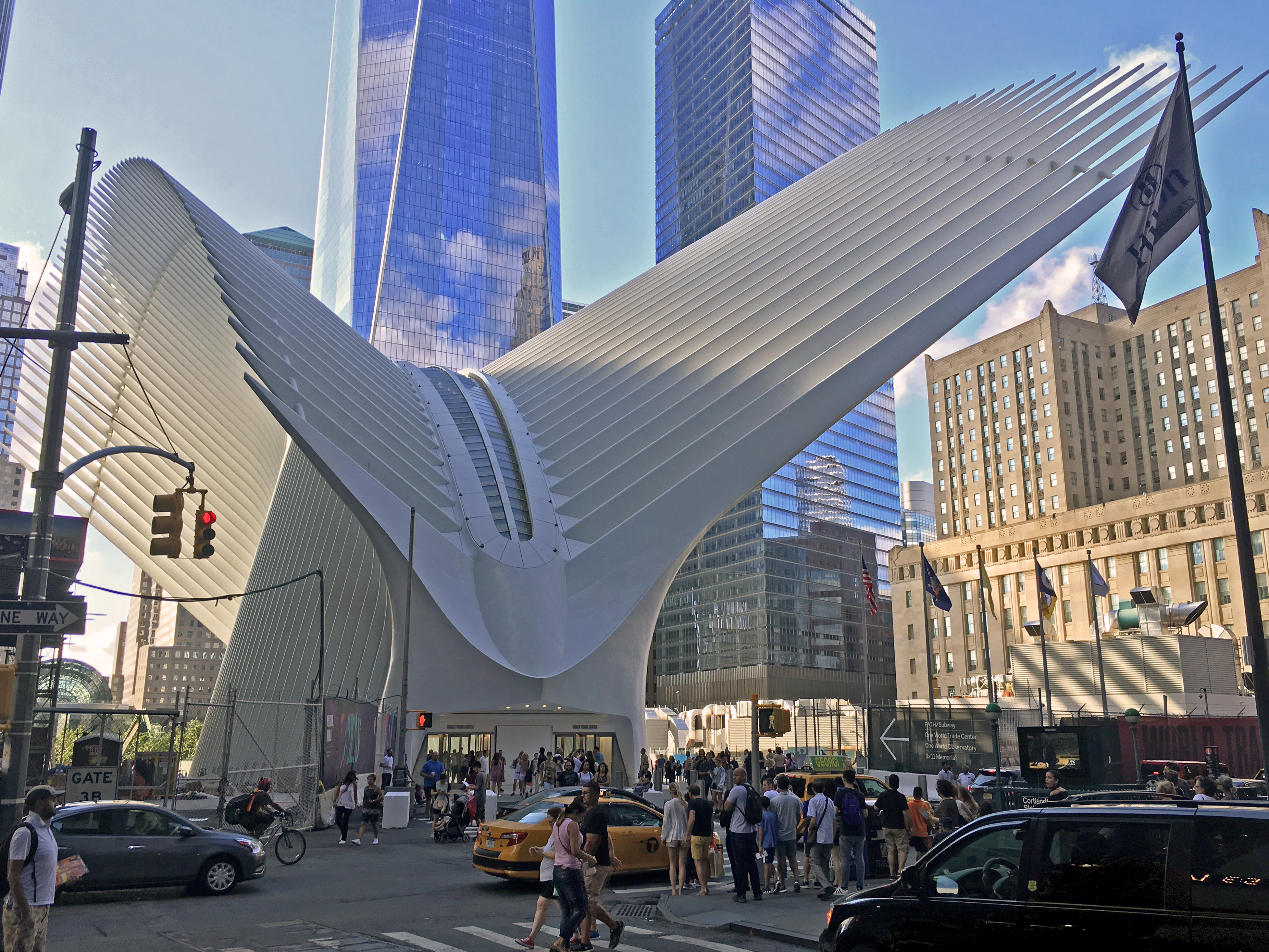
Oculus (PATH-Station)
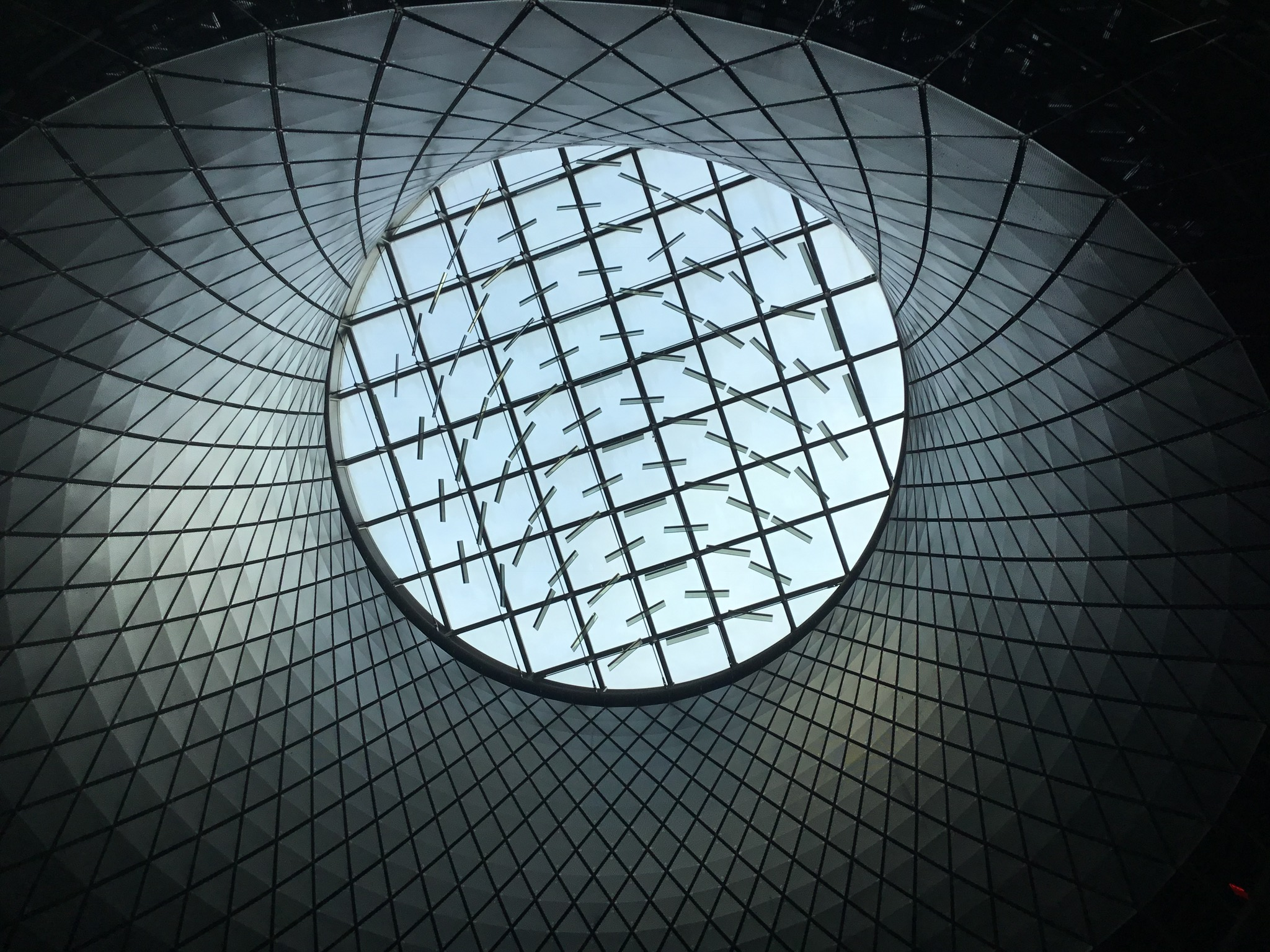
Okulus Sky Reflector-Net
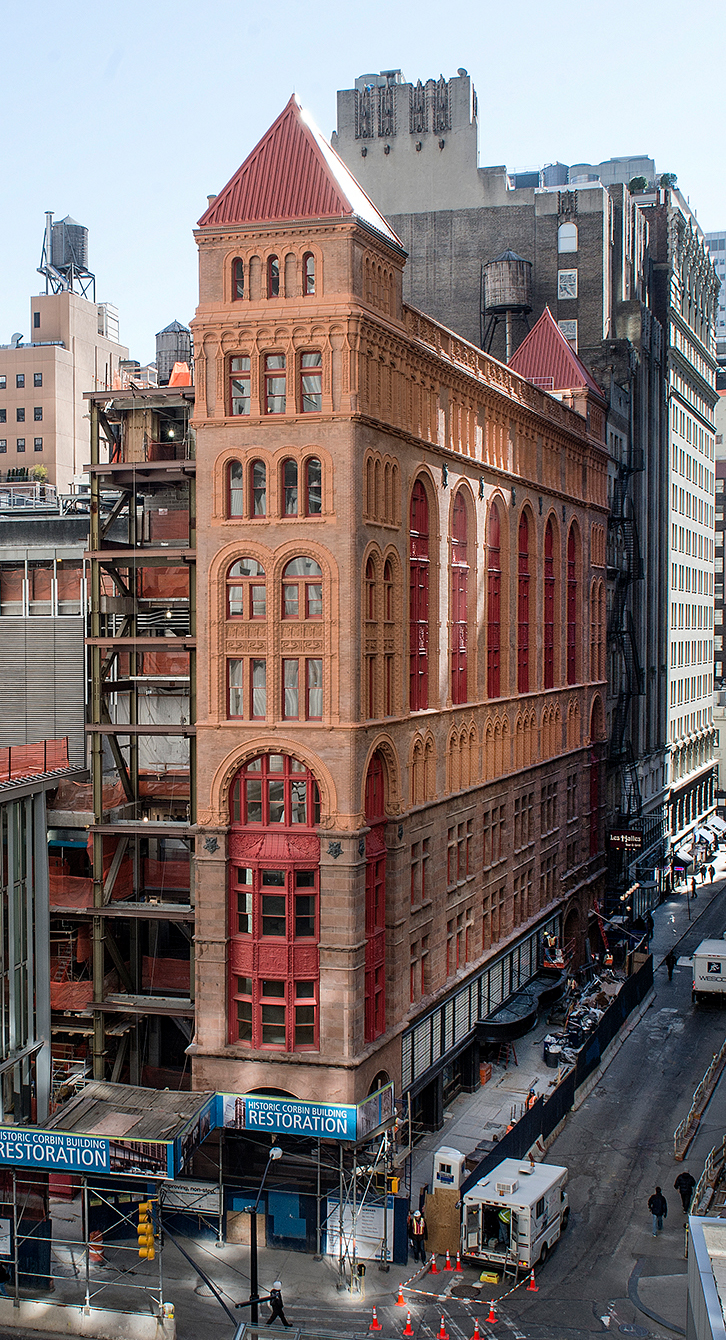
Corbin Building